# 松りんこ
松 りんこ（まつ りんこ）は、日本の作家。ガールズラブ小説『ガールズ★レボリューション』(2006年)など、主にライトノベルを執筆している。

## 作品リスト
- 誰よりいちばんっ（光彩書房　小説）
- 誰よりいちばんっ（ヴェルヴェット・ポゥ　電子書籍バージョン）
- 私たちの好きなベルサイユのばら（宝島社　エッセイ）
- ガールズ★レボリューション（新風舎　小説）
- ガールズ★レボリューション（ヴェルヴェット・ポゥ　電子書籍バージョン　2009.10）
- ガールズ★レボリューション（アメリカ）
- ガールズ★レボリューション（Kindle版）
- 対決NEO（アニメアンテナ委員会　脚本）